# Stenestads kyrka
Stenestads kyrka är en kyrkobyggnad i Stenestad tillhörande Kågeröd-Röstånga församling i Lunds stift. Den är Skånes högst belägna kyrka, 188 meter över havet. 

## Kyrkobyggnaden
Kyrkan uppfördes under sent 1100-tal, eller kanske snarare runt 1200, i obearbetad eller kluven gråsten, samt hörnkedjor av sandsten. Den bestod ursprungligen av en absid, kor och ett långhus, samt med ingångar på norra och södra sidan. Från början var endast absiden försedd med ett valv. Resten av kyrkan hade trätak. På södra långhussidan ses i putsen fortfarande rester efter den ursprungliga ingångsdörren som igenmurades på 1800-talet när västtornet uppfördes och ingången istället lades i den västra tornmuren. Den ursprungliga nordliga ingången kan ha murats igen redan under senmedeltiden.
Den ursprungliga kyrkan hade i långhusets södra och norra sidor var sitt högt sittande fönster. Deras omfattningar består av räfflat tegel, en teknik som blev vanlig först omkring 1200, och därav dateringen av kyrkan.
Den ursprungliga kyrkans kor och långhus täcktes under medeltiden av valv. I koret finns ett kryssvalv, så också i den västra delen av långhuset. Skillnader i valvprofilerna i dessa två valv kanske indikerar att korvalvet förts upp lite tidigare. Mellan dessa två kryssvalv finns ett valv i form av ett för Skåne relativt ovanligt stjärnvalv. I dagsläget är valvet täckt av tjock puts varför endast de yttersta delarna av valvets många valvribbor är synliga. Möjligen kan valvens tjocka puts dölja medeltida valvmålningar.
Kyrktornet i rundbågestil och med trappgavlar, tillkom 1848 och är en skapelse av professor Carl Georg Brunius från Lund. Samtidigt revs vapenhuset som låg på södra sidan och som uppförts under senmedeltiden. Tornet ersatte en senmedeltida klockstapel som stod på kyrkogården sydost om kyrkobyggnaden. Även altarringen, altarets träkors, väggen bakom altaret, bänkinredningen och predikstolen tillskrivs Brunius.

## Inventarier
- Det äldsta inventariet är en dopfunt från 11-1200-talet av sandsten med en enkel rundbågefris. Funten täcks av ett dopfat av mässing från 1600-talet med en reliefbild i botten föreställande Bebådelsen.
- Inne i långhuset förvaras en av kyrkans klockor, ursprungligen från 1496 men omgjuten 1754.
- I tornrummet (vapenhuset) står en offerstock från 1700-talet kvar.
- I kyrkan har tidigare stått en större madonnabild från mitten av 1200-talet. Skulpturen finns i dag på Historiska museet i Stockholm (SHM 25300:1)

### Orgel
- 1856 byggde Johan Nikolaus Söderling, Göteborg en orgel med 4 stämmor.
- Den nuvarande orgeln byggdes 1930 av A. Mårtenssons orgelfabrik AB, Lund och är en pneumatisk orgel. Orgeln har fasta kombinationer.

| Manual I     | Manual II     | Pedal      | Koppel   |
| Principal 8´ | Rörflöjt 8´   | Subbas 16´ | I/P      |
| Gamba 8'     | Salicional 8' |            | II/P     |
| Oktava 4'    |               |            | II/I     |
|              |               |            | I 4'/I   |
|              |               |            | II 16'/I |
|              |               |            | II 4'/I  |

## Galleri

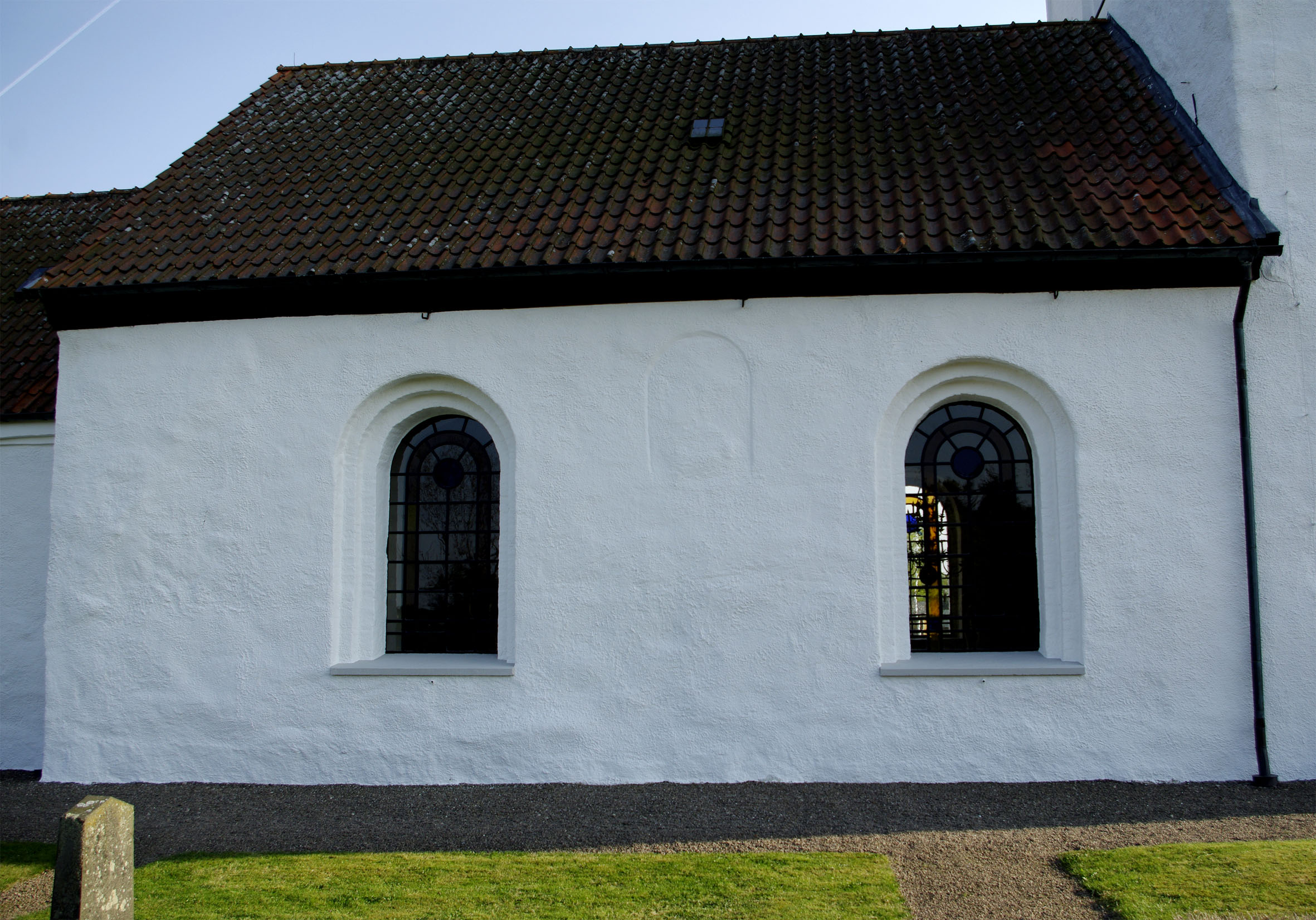
Kyrkan från norr med igenmurad fönsteröppning
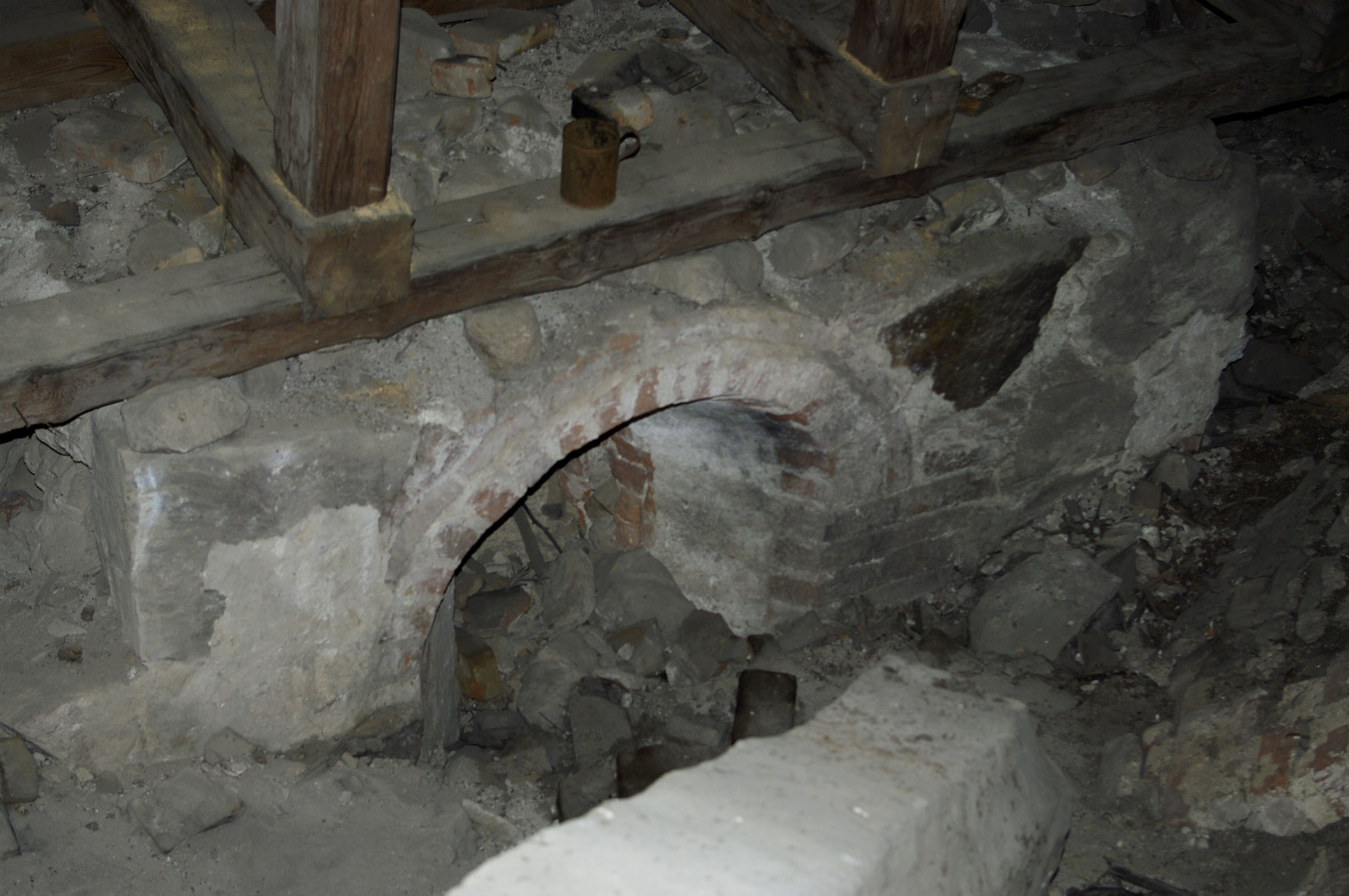
Norra, igenmurade fönsteröppningen sedd från vinden
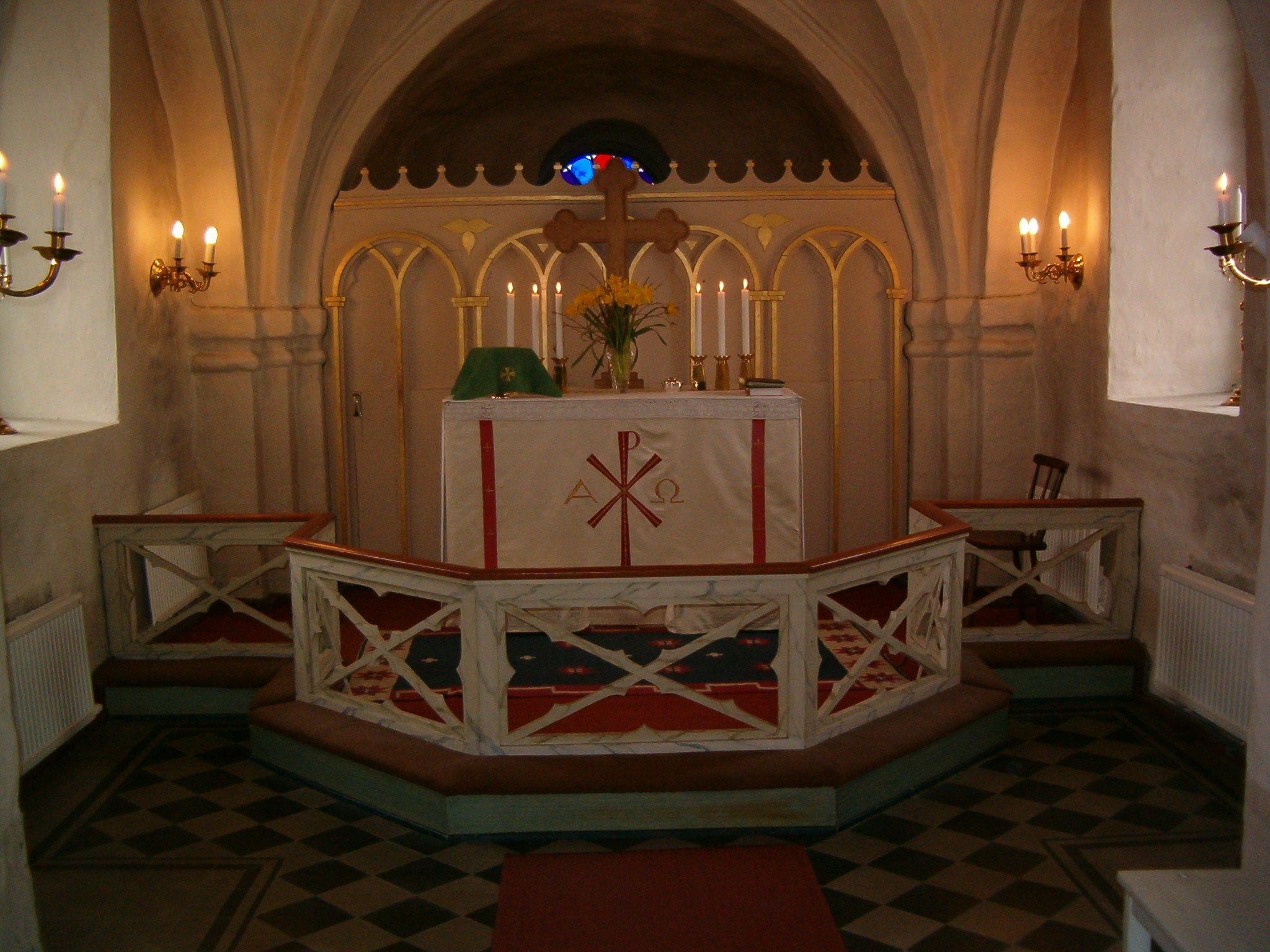
Altaret
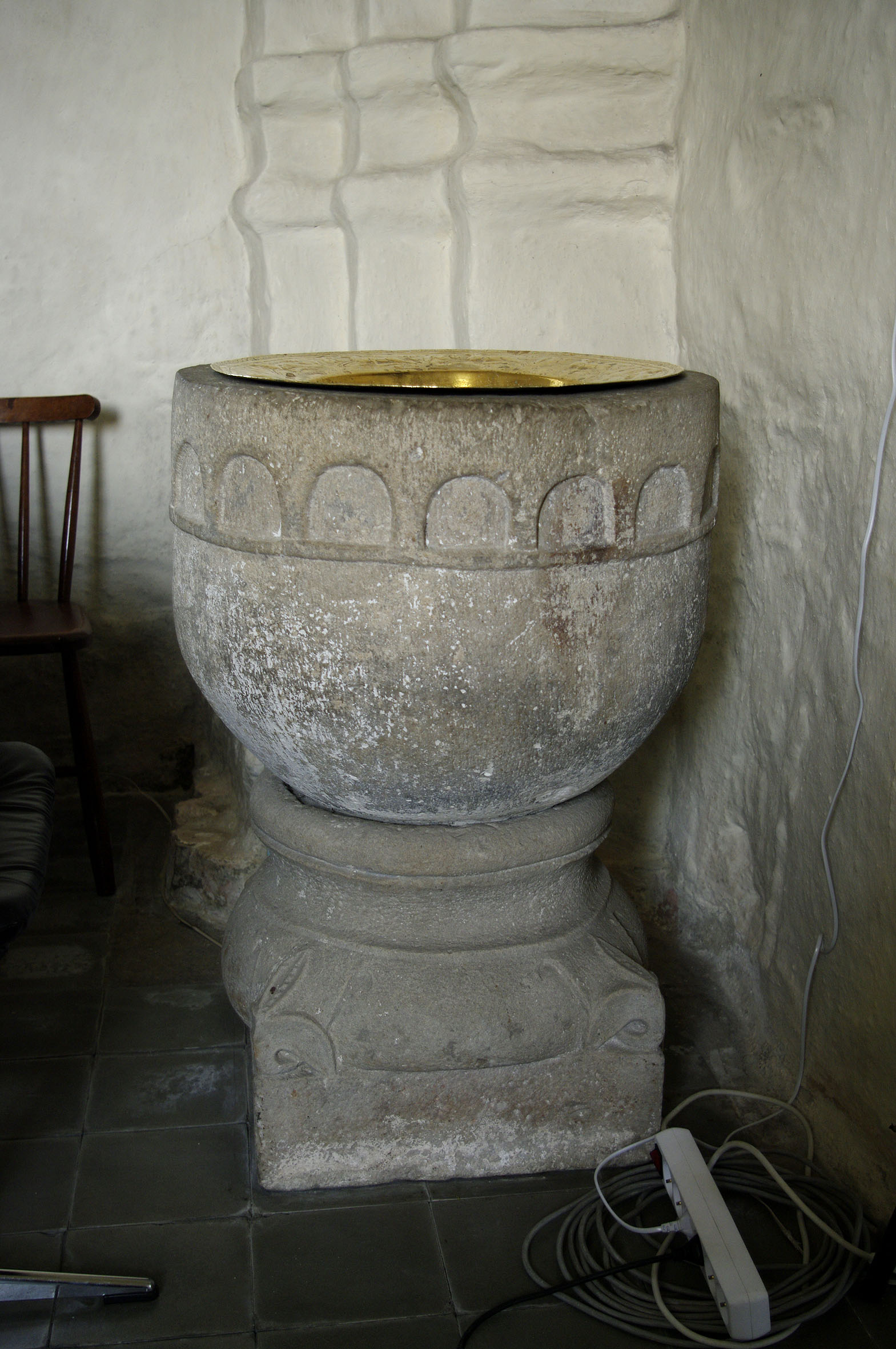
Dopfunten
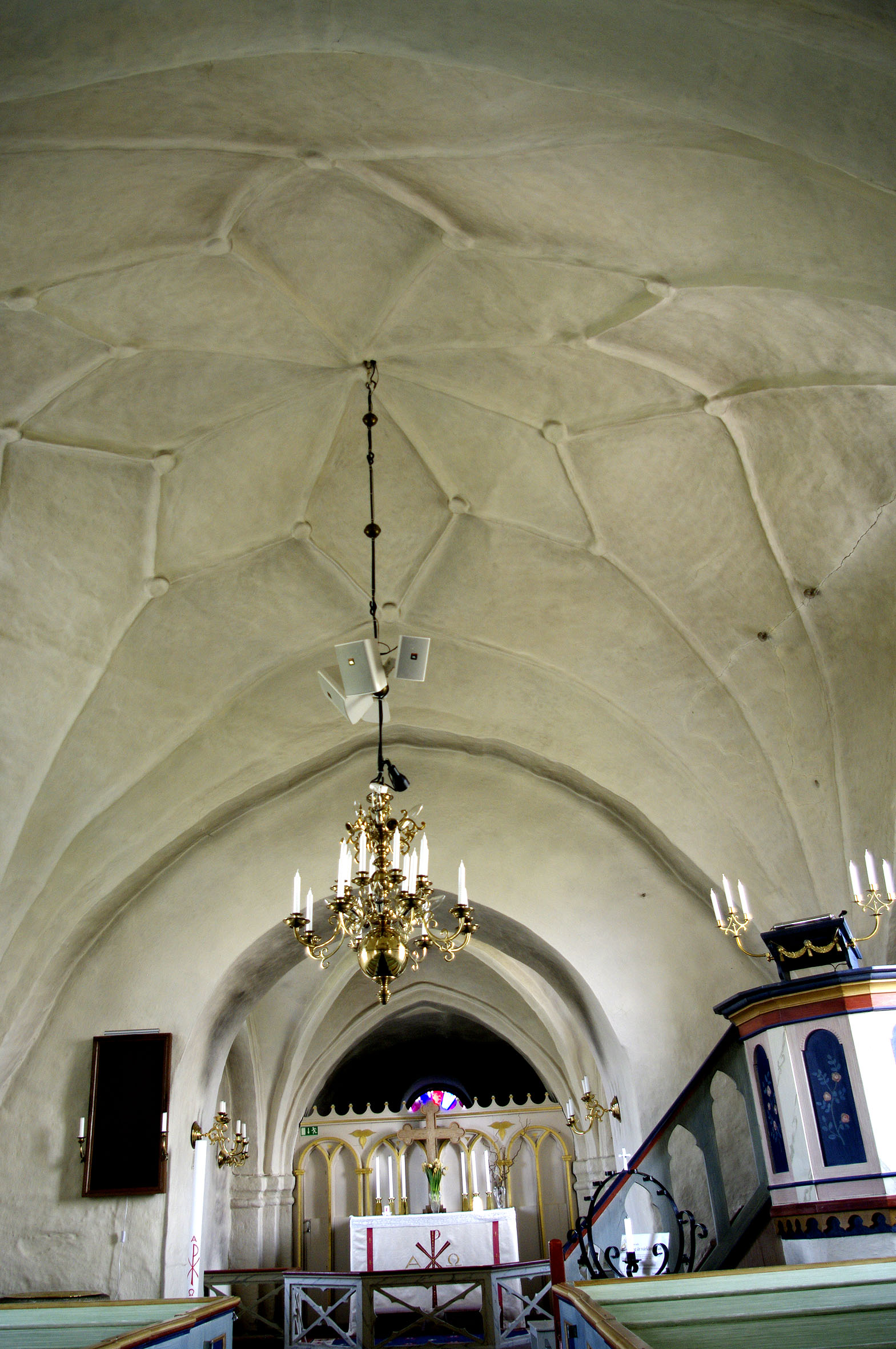
Stjärnvalvet
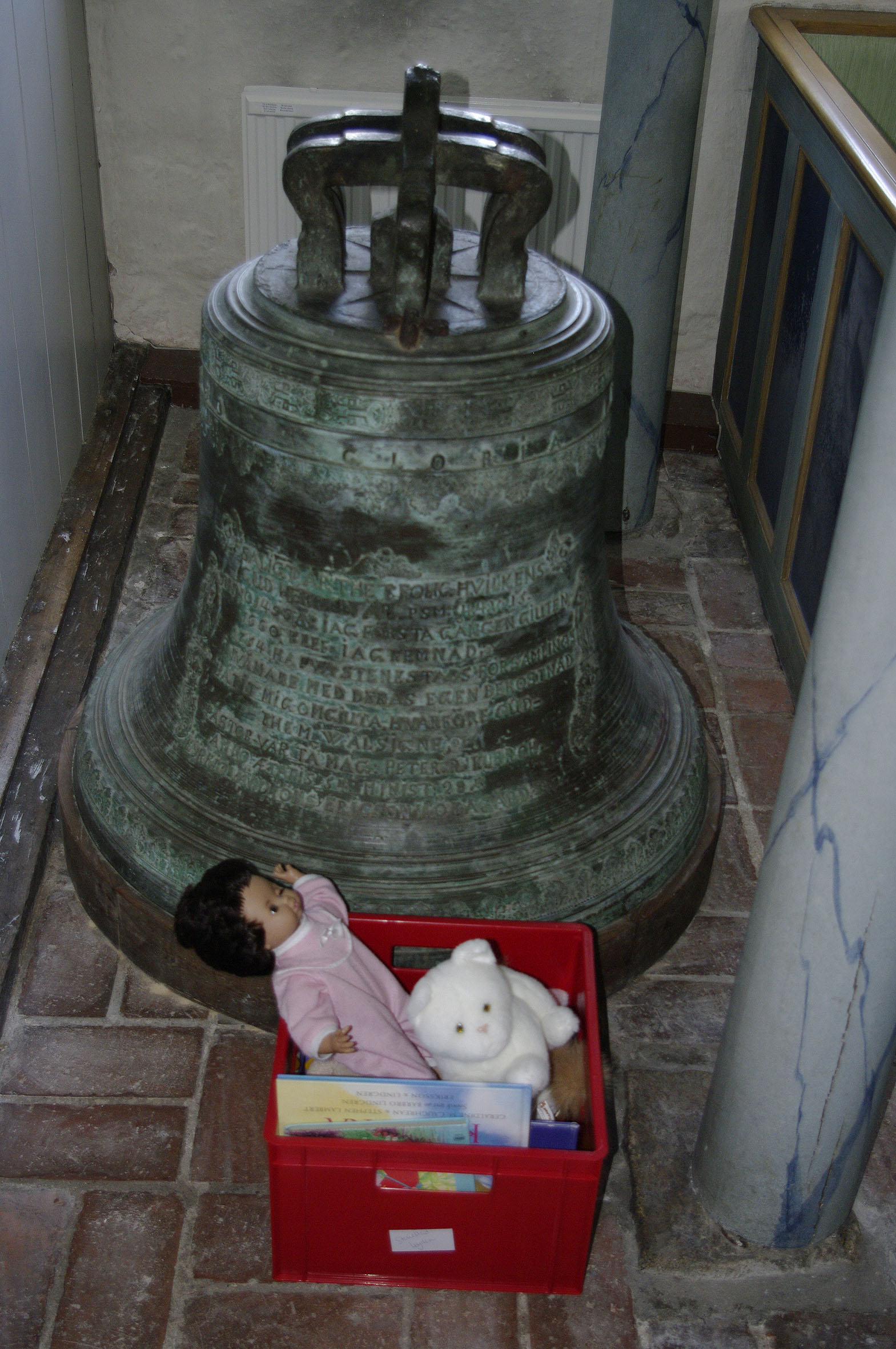
Kyrkklockan i långhuset
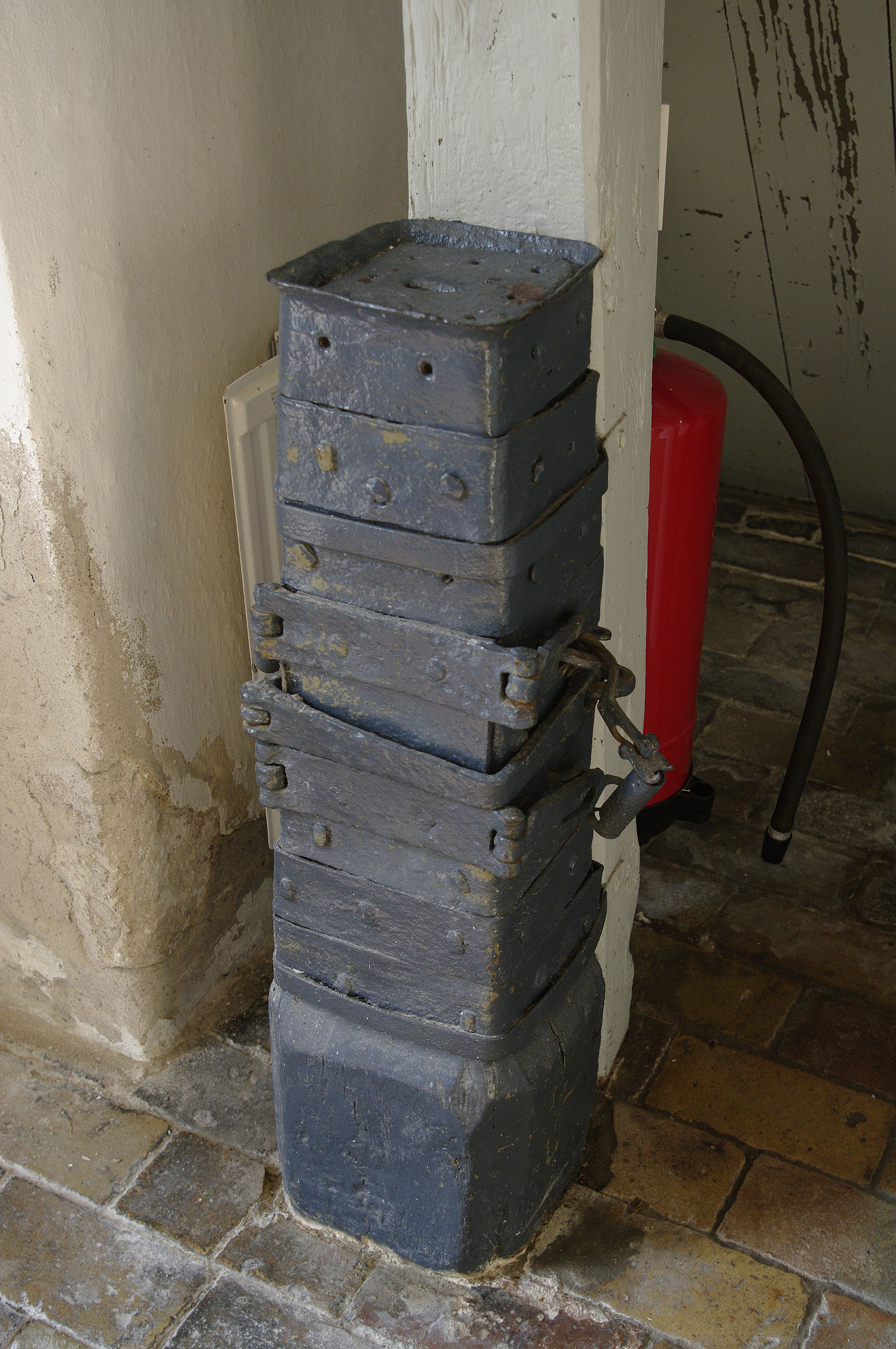
Offerstocken

### Webbkällor
- Demografisk Databas Södra Sverige
- Stenestadsortens Hembygdsförening
- Åsbo Släkt- och Folklivsforskare